# Hvilsager-Lime Kommune
Hvilsager-Lime Kommune var en dansk sognekommune i Randers Amt fra 1882 til 1970. Kommunen blev oprettet 1. januar 1852 blev sammenlægning af Hvilsager Sogn og Lime Sogn. Hvilsager Sogn havde tidligere tilhørt Mørke-Hvilsager Kommune, og Lime Sogn havde tidligere tilhørt Årslev-Hørning-Lime Kommune.
Ved kommunalreformen i 1970 blev Hvilsager-Lime Kommune indlemmet i Rosenholm Kommune. Rosenholm Kommune kom ved strukturreformen i 2007 til Syddjurs Kommune.